# Seconda Pala di San Lucano
Die Seconda Pala di San Lucano ist eine aus mehreren Gipfeln, die einen Kamm bilden, und einem grasigen Plateau bestehende 2340 m s.l.m. Hochfläche in den Pale di San Lucano, einer Untergruppe der Palagruppe in den Dolomiten. Sie liegt im Gebiet der Gemeinde Taibon Agordino in der italienischen Provinz Belluno und ist über mehrere Kletterrouten sowie einen leichten Weg über die Hochfläche von Norden zu erreichen.

## Topographie
Die Seconda Pala di San Lucano bildet eine aus Wiesen und Geröll bestehende Hochfläche, die von ihrem mit Felstufen und Geröll versehenem Kamm wird, der aus mehreren kleinen Gipfeln, unter denen auch der Hauptgipfel ist, besteht. Die Hochfläche und der Kamm werden im Süden, Südosten, Osten und Norden von Felswänden begrenzt, die nach Süden zum Boral di San Lucano, nach Südosten zum Valle di San Lucano, nach Osten zum Boral della Besausega und nach Norden zum Seitental des letztgenannten Tals abfallen. Nur nach Norden verbindet ein Grat sie mit dem Monte San Lucano.

## Wege
Die Seconda Pala ist als Bergtour von Norden aus vom Monte San Lucano aus erreichbar, während es sonst mehrere verschiedene Kletterrouten auf die Hochfläche gibt. Nachfolgend sind mehrere Routen beschrieben:
Via Gogna-Favetti-Ghio
- Schwierigkeit: III – IV, Stellen V
- Zeitaufwand: 3 Stunden 30 Minuten
- Erstbegehung: Alessandro Gogna, G.Favetti und F.Ghio

Diedro Cesare Levis
- Schwierigkeit: V – VI
- Zeitaufwand: 5 Stunden
- Erstbegehung: Zanolla, Groaz, Furlani

Via Flora
- Schwierigkeit: VI
- Zeitaufwand: 4 Stunden
- Erstbegehung: L. Massarotto und E. De Biasio

## Karte
- Kompass Karten, Trentino, Blatt 683, Karte 2, 1:50.000